# Classe Almirante Padilla
La classe Almirante Padilla est une série de frégates de la marine nationale colombienne. La désignation de cette classe est Type FS 1500 et il y a quatre navires en service. Les navires ont été construits par Howaldtswerke-Deutsche Werft (HDW) à Kiel, en Allemagne de l'Ouest, dans les années 1980. Le premier navire a été mis en service en 1983 et le dernier en 1984. Au cours de leur carrière, les frégates ont subi d’importantes modifications. La mise à niveau du programme Orion de 2012 a considérablement modernisé les navires. Deux navires similaires opèrent en tant que corvettes de classe Kasturi dans la Marine royale malaisienne.

## Conception
En 1980, la Colombie a commandé quatre frégates de type FS 1500 en Allemagne de l’Ouest, le premier navire devant être livré en 1982. La marine colombienne avait l’intention d’améliorer ces frégates au fur et à mesure que le financement deviendrait disponible, car elles devenaient les navires les plus puissants de leur flotte à la suite du retrait du service de destroyers plus anciens. Deux navires de conception modifiée servent dans la Marine royale malaisienne. Ils avaient initialement un déplacement standard de 1600 tonnes qui a été réduit à 1500 tonnes en 2009 et un déplacement à pleine charge de 1850 tonnes qui a grimpé à 2100 tonnes en 2009. Les navires mesuraient à l’origine 95,3 mètres de longueur hors tout et 90 mètres entre perpendiculaires. Ils avaient une largeur de 11,3 mètres et un tirant d'eau de 3,5 mètres. Cette longueur a ensuite été augmentée à 99,1 mètres, tout en conservant le même maître-bau, mais en augmentant le tirant d’eau à 3,7 mètres. Les navires avaient initialement un équipage de 92 hommes qui est passé à 94 en 2009,. Les navires sont équipés d’ailerons stabilisateurs.

### Propulsion
La classe Almirante Padilla est propulsée par un système de propulsion CODAD. Les frégates étaient propulsées par quatre moteurs diesel MTU 20V 1163 TB92 entraînant deux arbres d'hélice et développant une puissance maximale de 17400 kilowatts (23400 ch) et 16000 kW (21000 ch) reliés à deux hélices à pas variable,. Ce furent les premiers navires à être équipés de ces moteurs. Cela leur donne une vitesse maximale de 27 nœuds (50 km/h) et une autonomie de 7 000 milles marins (13000 km) à 14 nœuds (26 km/h),. Les navires transportent 200 tonnes de carburant et sont capables de générer 2120 kW de puissance.

### Électronique
Les frégates de la classe Almirante Padilla étaient initialement équipées d’un radar de recherche aérienne Thomson-CSF Sea Tiger et d’un radar de conduite de tir Castor IIB. Le radar Sea Tiger avait une portée de 110 kilomètres pour une cible de 2 m² et le radar Castor IIB, une portée de 15 km pour une cible de 1 m², un système de conduite de tir (FCS) Vega II de Thomson-CSF et deux directeurs optroniques Canopus. Les navires étaient équipés d’un sonar Krupp Atlas AS04-2 monté sur la coque, d’un brouilleur de guerre électronique Racal Scimitar et de deux lanceurs de paillettes Dagaie. Les navires ont été améliorés au fil des ans, recevant par la suite des systèmes de données d’action de combat Thomson-CSF TAVITAC et des mesures de soutien électronique Argo AC672.

### Armement

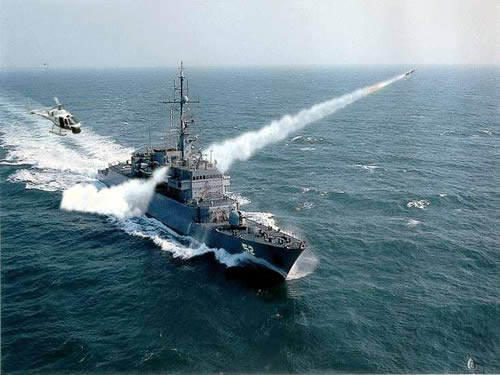
ARC Caldas

Les frégates étaient à l’origine armées de huit missiles antinavires MM 40 Exocet dans deux supports quadruples situés au milieu du navire, chacun transportant une ogive de 165 kg avec une portée de 70 km. La classe Almirante Padilla était également armée d’un canon naval compact OTO Melara de 76 millimètres (3 pouces)/62 calibres, tirant vers l’avant des projectiles de 6 kg à une portée de 16 km, à 85 coups par minute,. Pour la lutte anti-sous-marine, les navires étaient équipés de six tubes lance-torpilles de 324 mm dans deux supports triples de chaque côté de la superstructure arrière, tirant des torpilles Whitehead A244/S portant une ogive de 38 kg avec une portée de 7 km,.
Pour la lutte antiaérienne, les frégates étaient initialement armées de canons Breda de 40 mm montés par deux et de quatre canons Emerlec de 30 mm sur deux affûts jumelés. En 2009, les canons de 30 mm ont été retirés. Les canons de 40 mm montés par deux sont situés à l’arrière de la plate-forme d’atterrissage à l’arrière du navire et sont capables de tirer 300 coups par minute à une portée de 12,5 km. Un espace a été laissé à l'avant du pont pour permettre l’installation ultérieure de missiles sol-air (SAM). Le choix s’est porté sur le système SAM français Mistral, composé de deux lanceurs jumeaux Matra Simbad. Le SAM Mistral a une ogive de 3 kg et une portée de 4 km pour une utilisation contre les missiles volant au ras de la mer.

### Aéronefs

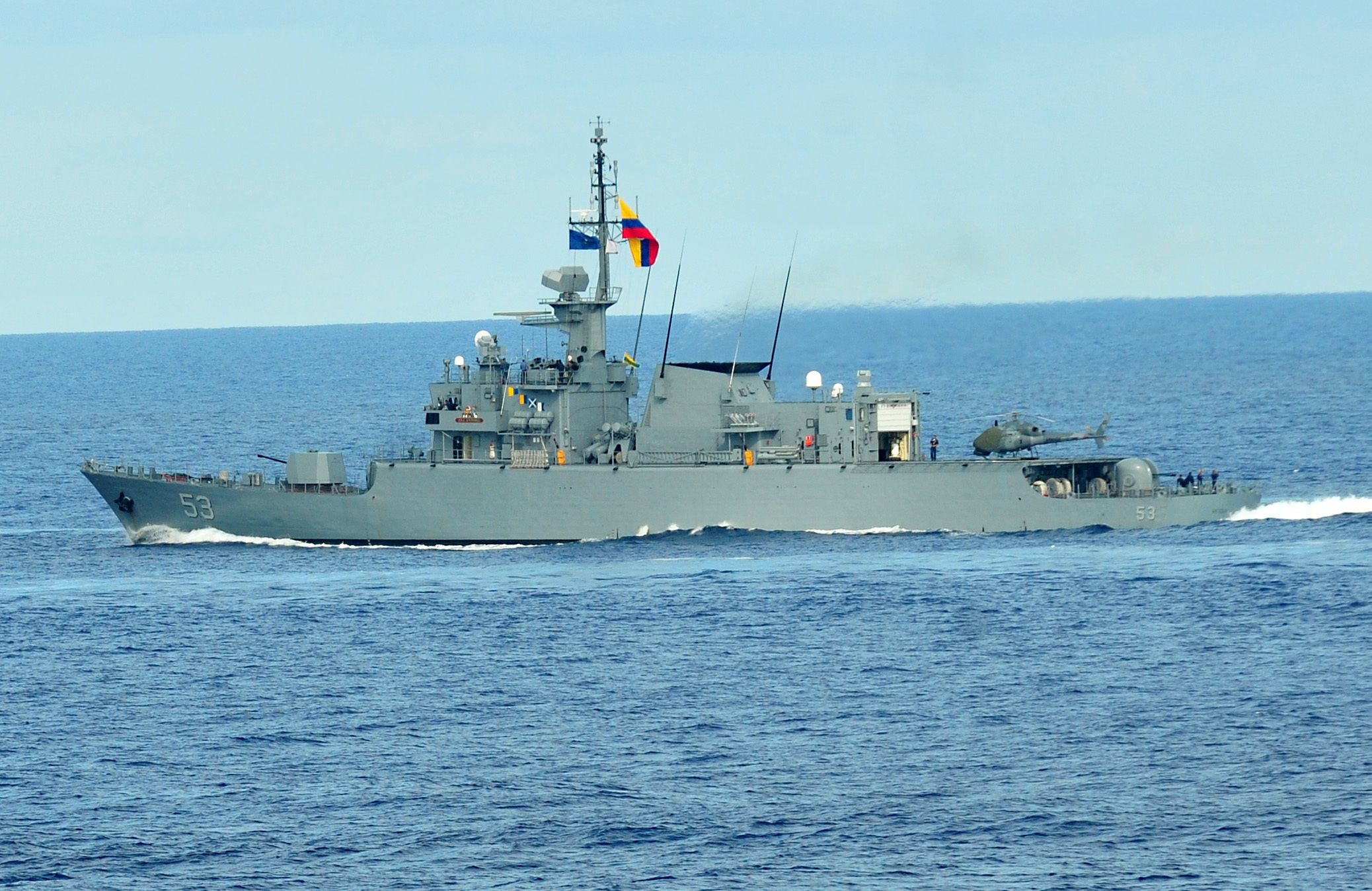
La frégate de la marine colombienne ARC Antioquia (FM 53) lors de l’UNITAS Atlantic le 23 septembre 2012

La classe Almirante Padilla dispose d’un hangar et peut donc embarquer un hélicoptère. La plate-forme d'atterrissage à l’arrière est adaptée aux hélicoptères Bölkow Bo 105 CBS-5 ou Aérospatiale AS550/555 Fennec pour le repérage au-delà de l’horizon. L’aire d’atterrissage a été prolongée vers l’arrière de 2 m pour accueillir les hélicoptères Bell 412.

### Mise à niveau du programme Orion
La mise à niveau du programme Orion était un carénage à mi-vie réalisé par le groupe Thales. En janvier 2012, le groupe Thales a livré à la marine colombienne les premières frégates de la classe Almirante Padilla modernisées. La mise à niveau de l’équipement comprenait une série de nouveaux capteurs, notamment le radar Smart-s Mk2, le système de combat TACTICOS, le système de conduite de tir naval Sting-EO Mk2, le système de surveillance, de suivi et de contrôle de tir multi-capteurs électro-optique MIRADOR. Pour leur défense, les navires ont été mis à niveau avec le système de mesures de soutien électronique radar (RESM) Vigile et le système de leurres TERMA SKSW DL-12T. Ils ont reçu de nouveaux moteurs MTU M-93 et de nouveaux systèmes de communication. En outre, des munitions OTO Melara DART et 16 missiles antinavires SSM-700K C-Star I ont été commandés. En septembre 2014, la Colombie a tiré des munitions guidées DART à partir du Strales Oto Melara de 76 mm. Les tests ont été effectués à bord de l’ARC Caldas'.

## Navires de la classe

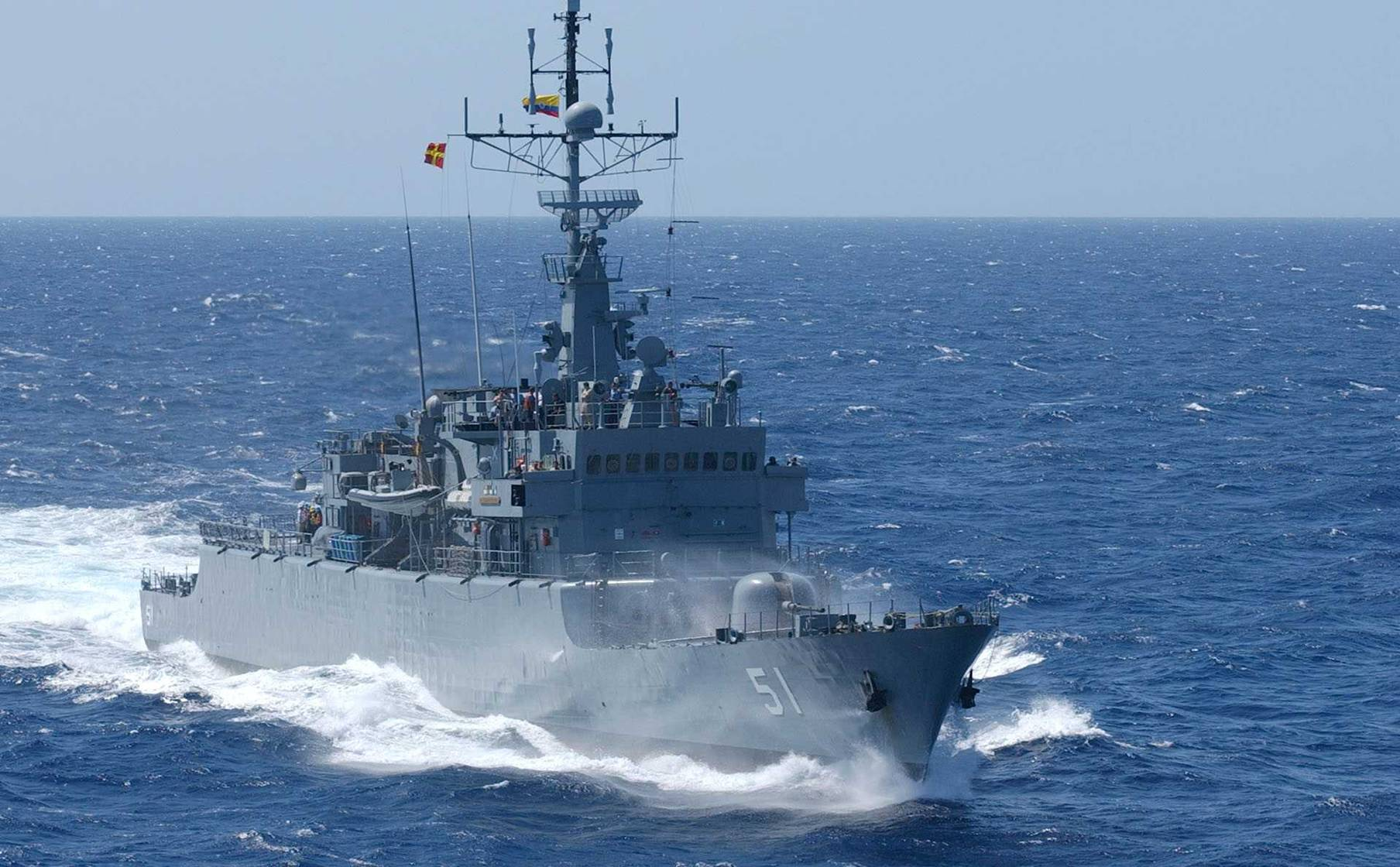
L'ARC Almirante Padilla en mer

| Frégates de classe Almirante Padilla | Frégates de classe Almirante Padilla | Frégates de classe Almirante Padilla | Frégates de classe Almirante Padilla | Frégates de classe Almirante Padilla | Frégates de classe Almirante Padilla | Frégates de classe Almirante Padilla |
| Nom                                  | Pennant number                       | Constructeur                         | Pose de la quille                    | Lancement                            | Mise en service                      | Statut                               |
| ------------------------------------ | ------------------------------------ | ------------------------------------ | ------------------------------------ | ------------------------------------ | ------------------------------------ | ------------------------------------ |
| Almirante Padilla                    | FM-51                                | Howaldtswerke-Deutsche Werft, Kiel   | 17 mars 1981                         | 6 janvier 1982                       | 31 octobre 1983                      | En service actif                     |
| Caldas                               | FM-52                                | Howaldtswerke-Deutsche Werft, Kiel   | 14 juin 1981                         | 23 avril 1982                        | 14 février 1984                      | En service actif                     |
| Antioquia                            | FM-53                                | Howaldtswerke-Deutsche Werft, Kiel   | 22 juin 1981                         | 28 août 1982                         | 30 avril 1984                        | En service actif                     |
| Independiente                        | FM-54                                | Howaldtswerke-Deutsche Werft, Kiel   | 22 juin 1981                         | 21 janvier 1983                      | 27 juillet 1984                      | En service actif                     |

## Historique des services
Les frégates de la classe Almirante Padilla sont principalement utilisées pour patrouiller dans la zone économique exclusive de la Colombie et effectuer des patrouilles anti-trafic de stupéfiants dans les eaux territoriales colombiennes. Les frégates ont également participé à des exercices navals tels que l’UNITAS et le Panamax. Les frégates peuvent également être utilisées pour ravitailler les postes militaires périphériques sur les îles colombiennes.